# TV조선 월화 드라마
TV조선 월화 드라마는 TV조선에서 매주 월요일부터 화요일에 방송 중인 드라마 프로그램이다.
미니 시리즈 드라마 형식으로 방송 중이다.

## 방송 시간
| 방송 채널 | 방송 기간                       | 방송 시간                                      | 비고       |
| --------- | ------------------------------- | ---------------------------------------------- | ---------- |
| TV조선    | 2012년 2월 6일 ~ 2012년 4월 3일 | 매주 월요일 ~ 화요일 오후 8시 50분 ~ 오후 10시 | 1시간 10분 |

## 작품 리스트
- 아래 프로그램은 2002년 11월 이후 시청 가능 연령을 표시한 드라마 프로그램 등급 제도를 의무적으로 시행하여 현재까지 이어지고 있습니다.
- 2017년 3월 1일부터 TV 프로그램 등급 표시 외에 주제, 폭력성, 선정성, 언어, 모방 위험 등 분류 사유 표시를 의무적으로 시행하고 있습니다.

### 2010년대

#### 2012년
- 《한반도》 : 2012년 2월 6일 ~ 2012년 4월 3일

## 같이 보기
- KBS 2TV 월화 드라마
- MBC 월화 드라마(폐지)
- SBS 월화 드라마(폐지)
- JTBC 월화 드라마(폐지)
- 채널A 월화 드라마(폐지)
- MBN 월화 드라마(폐지)
- tvN 월화 드라마
- ENA 월화 드라마